# Smixliàievka
Smixliàievka (en rus: Смышляевка) és un poble de l'óblast d'Uliànovsk, a Rússia, que el 2010 tenia 608 habitants. Pertany al districte municipal de Kuzovàtovo.